# Leigh (Nebraska)
Leigh – wieś w Stanach Zjednoczonych, w stanie Nebraska, w hrabstwie Colfax.